# William Hawi
William Amin Hawi (ur. 5 września 1908 w Nowym Jorku, zm. 13 lipca 1976 w Bejrucie) – libański polityk, prawosławny, działacz partii Kataeb. Był współzałożycielem klubu sportowego Al Salam Club w chrześcijańskiej dzielnicy Bejrutu, Al-Aszrafijja. W 1937 roku wstąpił do Falang. W 1961 roku stanął na czele pierwszej regularnej jednostki zbrojnej tej partii. W 1973 roku Hawi utworzył szkołę wojskową i rozpoczął nadzór nad organizacją ośrodków treningowych. Zginął od kuli snajpera w czasie wizytacji oddziałów Falang Libańskich walczących podczas oblężenia obozu Tal al-Zaatar. Jego miejsce jako dowódcy milicji falangistowskich objął Baszir al-Dżumajjil.